# Kouh-Est
Kouh-Est er et af de fem departementer, som udgør regionen Logone Oriental i Tchad.
8°17′10″N 17°08′25″Ø / 8.2862°N 17.1402°Ø